# Ilja Ilf
Ilja Arnoldowicz Ilf (ros. Илья Арнольдович Ильф, właśc. Jechiel-Lejb Fajnzilberg, ur. 3 października?/15 października 1897 w Odessie, zm. 13 kwietnia 1937 w Moskwie) – radziecki pisarz.

## Życiorys
Urodzony w rodzinie żydowskiego urzędnika bankowego Arie Beniaminowicza (1863–1933) i Mindl Aronowny z d. Kotłowej (1868–1922). W 1913 roku ukończył szkołę techniczną, po czym pracował w biurze kreślarskim, w centrali telefonicznej, fabryce zbrojeniowej. Po rewolucji był księgowym, dziennikarzem, redaktorem pism satyrycznych. W 1923 przybył do Moskwy, gdzie został współpracownikiem czasopisma „Gudok”. Pisał materiały satyryczne i humorystyczne, głównie felietony.
W 1927 od wspólnej pracy nad powieścią Dwanaście krzeseł rozpoczęła się współpraca twórcza z Jewgienijem Pietrowem (który również pracował w czasopiśmie „Gudok”). We współpracy obu autorów powstały m.in. następujące utwory:
- powieść Dwanaście krzeseł (1928);
- powieść Złote cielę (1931);
- nowela Nieobyknowiennyje istorii iz żizni goroda Kołokołamska (1928);
- nowela 1001 dień, ili Nowaja Szacherezada (1929);
- szkic reportażowy Ameryka jednopiętrowa (1937)

W latach 1932–1937 Ilf i Pietrow pisali felietony dla gazety „Prawda”.
W latach 30. Ilf zajmował się także fotografią. Fotografie Ilfa wiele lat po jego śmierci przypadkowo odnalazła jego córka Aleksandra Ilf. W 2002 przygotowała do publikacji album z jego zdjęciami pt. Ilja Ilf - fotograf.
Podczas podróży z Pietrowem przez Amerykę (koniec 1935 - początek 1936) odnowiła się u niego gruźlica.
Zmarł w 1937 roku w Moskwie. Spoczywa pochowany na Cmentarzu Nowodziewiczym.